# José Gomes
José Gomes, noto semplicemente come Ze Gomes (Bissau, 8 aprile 1999), è un calciatore guineense naturalizzato portoghese, attaccante dell'Elbasani.

## Caratteristiche tecniche
È un attaccante completo, veloce e capace di svariare su tutto il fronte offensivo; è inoltre dotato di un grande senso del gol ed è molto abile nei fondamentali tecnici. Altresì bravo nel colpo di testa, ricorda il connazionale Nené.

## Carriera

### Club
Dopo essere cresciuto nel settore giovanile del Benfica, debutta con la prima squadra del club portoghese il 9 settembre 2016, in occasione della partita vinta per 1-2 contro l'Arouca; nella stessa stagione compie il proprio esordio anche in Champions League, nel match perso 4-2 a Napoli, diventando il più giovane giocatore a scendere in campo con le Aquile in ambito europeo.
Dopo un'esperienza in prestito alla Portimonense, l'11 febbraio 2020 passa al Lechia Danzica.

### Nazionale
Ha vinto con la nazionale under 17 del suo paese gli Europei di categoria del 2016, in cui è stato il capocannoniere e il miglior giocatore.

## Statistiche

### Presenze e reti nei club
Statistiche aggiornate all'11 febbraio 2020.
| Stagione         | Squadra          | Campionato       | Campionato | Campionato | Coppe nazionali | Coppe nazionali | Coppe nazionali | Coppe continentali | Coppe continentali | Coppe continentali | Altre coppe | Altre coppe | Altre coppe | Totale | Totale | Totale |
| Stagione         | Squadra          | Comp             | Pres       | Reti       | Comp            | Pres            | Reti            | Comp               | Pres               | Reti               | Comp        | Pres        | Reti        | Pres   | Reti   |        |
| ---------------- | ---------------- | ---------------- | ---------- | ---------- | --------------- | --------------- | --------------- | ------------------ | ------------------ | ------------------ | ----------- | ----------- | ----------- | ------ | ------ | ------ |
| 2016-2017        | Benfica B        | SL               | 23         | 7          | -               | -               | -               | -                  | -                  | -                  | -           | -           | -           | 23     | 7      |        |
| 2017-2018        | Benfica B        | SL               | 24         | 3          | -               | -               | -               | -                  | -                  | -                  | -           | -           | -           | 24     | 3      |        |
| 2018-2019        | Benfica B        | SL               | 23         | 3          | -               | -               | -               | -                  | -                  | -                  | -           | -           | -           | 23     | 3      |        |
| Totale Benfica B | Totale Benfica B | Totale Benfica B | 70         | 13         |                 | -               | -               |                    | -                  | -                  |             | -           | -           | 70     | 13     |        |
| 2016-2017        | Benfica          | PL               | 3          | 0          | TdP+TdL         | 1+0             | 0               | UCL                | 1                  | 0                  | -           | -           | -           | 5      | 0      |        |
| 2019-feb. 2020   | Portimonense     | PL               | 1          | 0          | TdP+TdL         | 0+1             | 0               | -                  | -                  | -                  | -           | -           | -           | 2      | 0      |        |
| feb.-giu. 2020   | Lechia Gdańsk    | EK               | 0          | 0          | CP              | 0               | 0               | -                  | -                  | -                  | -           | -           | -           | 0      | 0      |        |
| Totale carriera  | Totale carriera  | Totale carriera  | 74         | 13         |                 | 2               | 0               |                    | 1                  | 0                  |             | -           | -           | 77     | 13     |        |

## Palmarès

### Club
- Campionato portoghese: 1

Benfica: 2016-2017
- Coppa del Portogallo: 1

Benfica: 2016-2017

### Nazionale
- Campionato d'Europa Under-17: 1

2016
- Campionato d'Europa Under-19: 1

2018

### Individuale
- Capocannoniere del campionato europeo Under-17: 1

Azerbaigian 2016 (7 gol)
- Miglior giocatore del campionato europeo Under-17: 1

Azerbaigian 2016